# Hymenomima russula
Hymenomima russula là một loài bướm đêm trong họ Geometridae.